# Góry Patomskie
Góry Patomskie (Wyżyna Patomska, ros. Пaтомское нагорье) – góry w azjatyckiej części Rosji, w obwodzie irkuckim.
Leżą między dolinami rzek: Leny, Witimu i Czary; średnia wysokość ok. 1200 m n.p.m.; maksymalna 1924 m n.p.m. Sfałdowane podczas orogenezy bajkalskiej; zbudowane ze skał prekambryjskich (łupki krystaliczne, wapienie, piaskowce). W niższych partiach tajga sosnowo-modrzewiowa, w wyższych limba syberyjska i tundra górska. Eksploatacja złóż złota (Bodajbo).
Badania geologiczne prowadził w 1865 r. Piotr Kropotkin, jego imieniem nazwano jeden z grzbietów Gór Patomskich.
Główne miejscowości: Bodajbo, Kropotkin.
W południowej części gór znajduje się Rezerwat Witimski.